# Брунетта, Ренато
Ренато Брунетта (итал. Renato Brunetta; род. 26 мая 1950, Венеция) — итальянский экономист и политик, министр без портфеля по делам государственной службы и инноваций в четвёртом правительстве Берлускони (2008—2011), министр без портфеля по делам государственной службы (2021—2022).

## Биография
В 1973 году окончил Падуанский университет, где изучал политологию и экономику, впоследствии преподавал в Венеции и позднее — в Риме. Являлся экономическим советником нескольких правительств — Кракси, Амато и Чампи. Из-за характера рекомендаций Министерству труда в области стратегии занятости и доходов получал угрозы Красных бригад и с 1983 года находится под охраной полиции. В политическом отношении некоторое время сочувствовал Социалистической партии и сотрудничал, помимо Кракси, с Джаннии Де Микелисом, но собственную политическую карьеру начал в 1999 году с избрания в Европейский парламент по спискам партии «Вперёд, Италия», в 2004 году был переизбран, вновь по спискам партии Берлускони.
С 2008 по 2018 год состоял в Палате депутатов Италии XVI и XVII созывов, входил во фракции «Вперёд, Италия» и новой правоцентристской партии «Народ свободы», после раскола которой в 2013 году остался с Берлускони в возрождённой «Вперёд, Италия». С 2013 по 2018 год возглавлял фракцию.
С 8 мая 2008 по 16 ноября 2011 года занимал в четвёртом правительстве Берлускони должность министра без портфеля по делам государственной службы и инноваций.
В первую очередь известен как инициатор постановления правительства № 112 от 25 июня 2008 года, прозванного по его имени «декретом Брунетты» (уже 6 августа 2008 года парламент оформил его как закон). Постановление также называли «анти-лентяйским», поскольку один из его пунктов ужесточал требования к пропуску рабочих дней государственными служащими по состоянию здоровья (пропуск более 10 дней или третий в течение года пропуск по состоянию здоровья требовал подтверждения справкой от лицензированного медицинского учреждения, но заявку на контрольный визит следовало подать даже при пропуске одного рабочего дня).
4 марта 2018 года избран в Палату депутатов XVIII созыва, вновь при поддержке правоцентристской коалиции в составе партий Лига Севера, «Вперёд, Италия» и «Братья Италии», но не по спискам, а в 1-м одномандатном округе Венеции, получив 49,1 % голосов. Сильнейшим из его соперников оказался кандидат Движения пяти звёзд Абрами Антонино, заручившийся поддержкой 24,8 % избирателей.
13 февраля 2021 года принесло присягу правительство Драги, в котором Брунетта был назначен министром без портфеля по делам государственной службы.
22 октября 2022 года было сформировано правительство Мелони, в котором Брунетта не получил никакого назначения.

## Труды
- Renato Brunetta, Sud. Alcune idee perché il Mezzogiorno non resti com'è, Roma, Donzelli, 1980. ISBN 978-88-7989-184-4
- Renato Brunetta, Spesa pubblica e conflitto, Bologna, Il Mulino, 1987. ISBN 978-88-15-01477-1
- Renato Brunetta e Alessandra Venturini, «Microeconomia del lavoro. Teorie e analisi empiriche», Venezia, Marsilio, 1987. ISBN 978-88-317-4943-5
- Renato Brunetta, Renzo Turatto, Disoccupazione, isteresi e irreversibilità. Per una nuova interpretazione del mercato del lavoro, Milano, ETASLIBRI, 1992. ISBN 978-88-453-0539-9
- Renato Brunetta, La fine della società dei salariati, Venezia, Marsilio Editori, 1994. ISBN 978-88-317-6126-0
- Renato Brunetta, Il coraggio e la paura. Scritti di economia e di politica 1999—2003, Milano, Sperling & Kupfer, 2003. ISBN 9788820036058
- Renato Brunetta, Giuliano Cazzola, Riformare il welfare è possibile, Roma, Ideazione, 2003. ISBN 978-88-88800-00-4
- Renato Brunetta, Rivoluzione in corso, Milano, Mondadori, 2009. ISBN 978-88-04-58733-0
- Renato Brunetta, Sud: un sogno possibile, Roma, Donzelli, 2009. ISBN 978-88-6036-445-6